# Clan Mogami
Il clan Mogami (最上氏?) fu un importante clan giapponese, discendente da un ramo del clan Ashikaga. Durante il periodo Sengoku governarono la provincia di Dewa, oggi situata nella prefettura di Akita.

## Storia
I Mogami discendevano dal clan Shiba, un ramo della famiglia Ashikaga. Nel 1354, Shiba Iekane (斯波家兼?) su ordine di Ashikaga Takauji, combatté contro un'armata della Corte del Sud (南朝?) nella regione di Ōu (奥羽?), oggi Tōhoku.
Nel 1356, Iekane mandò suo figlio Shiba Kaneyori (斯波兼頼?) al bacino di Yamagata per fronteggiare l'esercito della Corte del Sud. Kaneyori costruì il castello di Yamagata nel 1360 e vinse contro l'esercito della corte meridionale nel 1367. Dopo la vittoria si stabilì nel castello e prese il nome "Mogami", dalla città della provincia di Dewa.
Nei primi anni il clan Mogami ampliò i suoi territori conferendo ai figli dei padroni molte terre. I figli di questi ultimi divennero a loro volta importanti vassalli del clan Mogami e dominarono le loro terre usando questi collegamenti familiari di sangue.
Negli anni di Mogami Mitsuie (最上満家?) il clan perse però potere a causa di conflitti interni e del deteriorarsi delle relazioni famigliari. Alla fine Mogami Yoshisada (最上義定?) venne sconfitto da Date Tanemune nel 1514, e dopo molte battaglie e spargimenti di sangue il clan Mogami venne sottomesso dal clan Date. Dopo la morte di Yoshisada, Mogami Yoshimori (最 義守?), che all'epoca aveva due anni, divenne capo del clan nel 1522.
Nel 1542 scoppiò una guerra tra Date Tanemune e suo figlio Harumune; il clan Date rimase indebolito da quello che viene chiamato conflitto Tenbun (天文の乱?), e Yoshimori approfittò della situazione rendendo il clan Mogami nuovamente indipendente dai Date. Sotto la guida di Mogami Yoshiaki il dominio crebbe espanse enormemente i territori Mogami. Fu uno dei migliori generali del periodo Sengoku, sconfiggendo i nemici confinanti uno dopo l'altro. Di conseguenza fu premiato con 200 000 koku da Toyotomi Hideyoshi dopo l'assedio di Odawara del 1590.
Yoshiaki supportò Tokugawa Ieyasu allo scoppio della campagna di Sekigahara nel 1600, difendendo il proprio territorio dall'attacco di un'enorme armata del clan Uesugi nell'area di Shōnai. Come ricompensa, gli furono dati 570 000 koku da Tokugawa Ieyasu al termine della battaglia di Sekigahara, e il feudo Mogami divenne il quinto più grande del Giappone, escluso quello Tokugawa. Successivamente Yoshiaki riuscì a deviare e controllare le acque del fiume Mogami sia per consentirne la navigazione, sia per migliorare l'irrigazione delle risaie. Inoltre ricostruì ed espanse il castello di Yamagata e la città circostante.
Yoshiaki morì nel 1614 al castello di Yamagata. Nel 1622 i territori Mogami furono confiscati dallo shogunato Tokugawa poiché avvennero numerose lotte interne per il controllo del clan. 
Successivamente divennero kōke, continuando a esistere.

## Membri importanti del clan
- Shiba Kaneyori
- Mogami Yoshisada
- Mogami Yoshimori
- Mogami Yoshiaki
- Mogami Yoshiyasu